# 山本紘
山本 紘（、1940年2月1日 – ）は、東洋工業（現マツダ）の自動車技術者。京都府宮津市出身。ユーノスコスモ主査。元商品本部副本部長。マツダモータースポーツの生みの親の一人で、レース監督まで務めた。

## 経歴
1962年、大阪工業大学機械工学科卒業、卒業論文にはロータリーエンジン (RE) の設計図を描いた。同年東洋工業入社、実験研究部に配属され、内燃機関燃焼研究を担当。
1963年の日本グランプリよりモータースポーツ活動に専念、以後エンジニアとして海外・国内のレースに関与し、後にレース監督まで務めた。
1964年、日本グランプリにキャロル360/600で参戦。1966年（マツダの海外レース初戦）、1967年のシンガポールグランプリ、マカオグランプリにファミリア800と1000クーペで参戦し、いずれもクラス優勝を果たした。1967年5月、ロータリーエンジン搭載1号車「コスモスポーツ」が発売され、1968年「ニュルブルクリンク84時間レース」に参戦し、総合4位入賞を果たした。1969年、1970年と「スパ・フランコルシャン24時間レース」にR-100ファミリアロータリークーペで参戦し、総合5位に入賞。山本健一RE研究部長からの“長距離耐久レースでREの性能と耐久信頼性を立証したい“という要望に対応するために、当時の欧州レースへの挑戦を中核として牽引した
。
1971年からは日本国内での活動に転換、マツダレースチームの指揮をとり、カペラ、サバンナで参戦した。特に、サバンナ(RX‐3)では日産・スカイラインの牙城を打ち砕くと共に、1972年の日本グランプリでは表彰台独占を果たした。
1973年、マスキー法対応エンジン開発のため異動。一時、モータースポーツ活動から離れる。
1987年、ユーノスコスモ開発主査となり、20B型3ローターターボエンジンの開発を主導した。また、ユーノスロードスターの開発（1991年 - 1993年）についても、初代開発主査平井敏彦の離任に伴い、後任の開発主査貴島孝雄に引き継ぐまでサポートした。
その他、マツダ理事・商品本部副本部長、プロダクト・エクセレンス・チームのリーダーを歴任し、2001年に退職した。

## 著作
- (共著) 山本紘、竹下考、飯田幸三、木下勝之、玉野薫「走り感の意識調査による一考察」『マツダ技報』第4巻、1986年、 3-10頁、 ISSN 0288-0601。
- (監修・執筆[1]) 『大車林―自動車情報事典』三栄書房、2003年。ISBN 9784879046789。
- (監修) 『マツダ欧州レースの記録 1968-1970』監修:山本紘 協力:小早川隆治 編著:松田信也、三樹書房、2020年。ISBN 9784895227292。